# Absurde humor
Absurde of ongerijmde humor is een vorm van humor waarbij nonsensicale en surrealistische elementen worden samengevoegd. Typisch aan absurde humor zijn grappen die alle wetten van de logica of fysica tarten, verwijzingen naar obscure namen, dingen of figuren in een context waar ze totaal niet in thuishoren en vaak ook het gebrek aan een pointe of clou. 

## Oorsprong

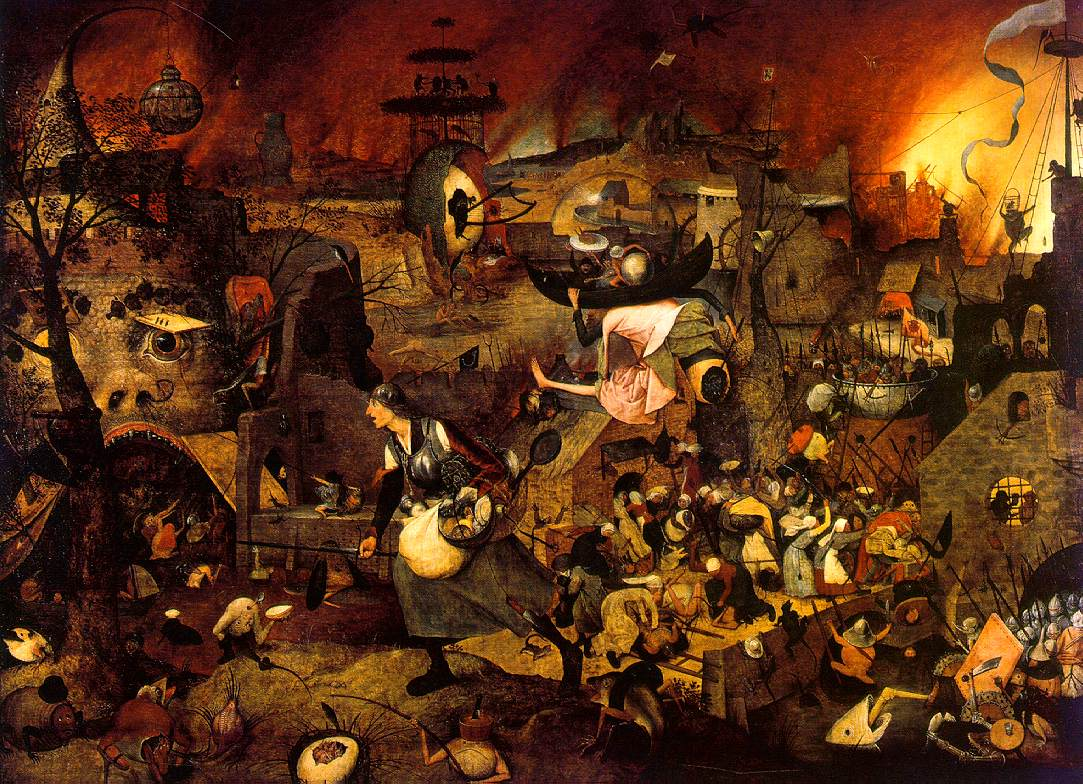
Dulle Griet van Pieter Bruegel de Oude

Het is onmogelijk te achterhalen wanneer het fenomeen absurde humor ontstaan is. Verre voorlopers van het genre zijn leugensprookjes als Het sprookje van Luilekkerland, De dorsvlegel uit de hemel, Knoest en zijn drie zonen en Het leugensprookje uit Ditmar. In de middeleeuwen waren spotliederen waarin bestaande zeden en gewoonten werden omgekeerd vaak heel populair. Ook de avonturen van Baron von Münchhausen en Alice in Wonderland van Lewis Carroll liggen in dezelfde lijn. In de schilderijen van Jheronimus Bosch, Pieter Brueghel en James Ensor komen eveneens groteske taferelen voor die een voorloper lijken van de hedendaagse absurde humor.

## Beeldende kunst
De kunststromingen dadaïsme en surrealisme maakten onder meer gebruik van absurde humor. Bekende kopstukken hieruit waren René Magritte, Salvador Dalí, Marcel Duchamp en André Breton. Binnen Fluxus is Robin Page een bekende representant die van absurde humor gebruik maakte.

### Strips

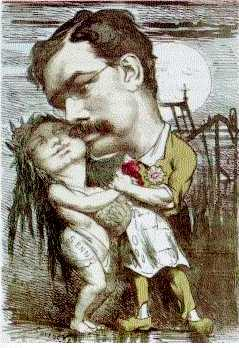
Karikatuur van Jules Anspach die danst met de Zenne (1868)

In strips wordt geregeld gebruikgemaakt van absurde humor. Dat vinden we al terug bij een van de pioniers van het genre, Winsor McCay (Little Nemo in Slumberland). Latere stripmakers als André Franquin (Guust), Marc Sleen (Nero), Urbanus en Willy Linthout (Urbanus), en Merho (De Kiekeboes) bedachten vaak doldwaze, ongerijmde situaties in hun verhalen. Een markant album in de reeks De Kiekeboes is Album 26, waarin Merho er niet voor terugdeinst om zijn personages uit hun kader te laten stappen, inkt over het beeld te gooien of zelfs op bezoek te gaan bij hun tekenaar.
Ook in cartoons en gagstrips die in kranten en tijdschriften verschijnen, wordt niet zelden gebruikgemaakt van absurde grappen. Een heel vroeg voorbeeld daarvan is een karikatuur uit het blad L'Espiègle uit 1868 waarop toenmalig Brussels burgemeester Jules Anspach danst met de Zenne. Latere cartoonisten als George Smits, Kamagurka, Herr Seele (Cowboy Henk), Gummbah, Fritz Van Den Heuvel, Jeroom en Lectrr maakten van ongerijmde situaties hun handelsmerk. Velen onder hen publiceren of publiceerden in het (vaak satirische) weekblad Humo.
Ook in de literatuur treffen we absurde humor aan, vooral bij schrijvers als Herman Brusselmans, Franz Kafka en Hunter S. Thompson.

### Theater
In de jaren 50 gebruikte de Frans-Roemeense toneelauteur Eugène Ionesco absurde humor in zijn theaterstukken als La cantatrice chauve. Alledaagse situaties worden volledig uit hun context getrokken en belachelijk gemaakt, er vinden persoonsverwisselingen plaats en gebruikelijke gewoonten worden omgedraaid. Daarmee wilde Ionesco, net als in de existentialistische literatuur en de stukken van Tsjechov, de absurditeit van het menselijk bestaan benadrukken. Hierdoor wordt Ionesco gezien als de vader van het absurd toneel, een stroming waarin ook Samuel Beckett grote bekendheid verwierf, onder andere met zijn stuk Wachten op Godot.

### Lijst van schrijvers, striptekenaars en cartoonisten die gebruikmaken van absurde humor
- Albert Camus
- Alfred Jarry
- André Franquin
- Anton Tsjechov
- Daniil Charms
- Cees Buddingh
- Douglas Adams
- Franz Kafka
- Fritz Van den Heuvel
- George Smits
- Glen Baxter
- Godfried Bomans
- Gummbah
- Herman Brusselmans
- Herr Seele
- Hugo Matthysen
- Hunter S. Thompson
- Jeroom
- Kamagurka
- Marc Sleen
- Robert Crumb
- Roland Topor
- Rudolf Erich Raspe
- Samuel Beckett
- Urbanus en Willy Linthout

## Film

### Film
Begin 20ste eeuw waren Buster Keaton en The Marx Brothers de eerste filmkomieken die in humor de wetten van de logica aan hun laars lapten. Hun films waren van grote invloed op latere filmmakers die met de gevestigde regels speelden, zoals Woody Allen (Annie Hall), Jaco Van Dormael (Toto le Héros, Le Huitième Jour, Mr. Nobody), Mel Brooks (Blazing Saddles), Jean-Pierre Jeunet (Delicatessen, La cité des enfants perdus, Le fabuleux destin d'Amélie Poulain), Terry Gilliam (Brazil) en Richard Lester (How I Won the War). Ook de komedie Hellzapoppin' van H. C. Potter uit 1941 is een voorbeeld van een film waarin alle bestaande filmconventies overtreden worden met de bedoeling de kijker te doen lachen met de ongerijmde situaties die hieruit voortkomen.
In tekenfilms is absurde humor ook zeer populair.

### Mockumentary
Soms worden ook zogenaamde mockumentaries, films die zich voordoen als een documentaire, maar eigenlijk een volkomen fictief onderwerp behandelen of een parodie brengen op bestaande fenomenen, tot de absurde humor gerekend. Bekende voorbeelden hiervan zijn This Is Spinal Tap van Rob Reiner, C'est arrivé près de chez vous van Belvaux, Bonzel en Poelvoorde, Forgotten Silver van Peter Jackson en de reeks Neveneffecten van het gelijknamige komische collectief.

### Films met absurde humor
- Het werk van Buster Keaton
- Alles met The Marx Brothers
- De tekenfilms van Tex Avery
- Airplane!
- Anchorman: The Legend of Ron Burgundy
- And Now for Something Completely Different
- Annie Hall
- Attack of the Killer Tomatoes
- Bananas
- Big Trouble in Little China
- Blazing Saddles
- Cannibal! The Musical
- Delicatessen
- Everything You Always Wanted to Know About Sex* (*But Were Afraid to Ask)
- A Hard Day's Night
- Head
- Help!
- Hellzapoppin'
- How I Won the War
- 8 femmes
- Jezus is een Palestijn
- De Looney Tunes-tekenfilms
- Killer Klowns from Outer Space
- The Knack ...and How to Get It
- Monty Python and the Holy Grail
- Monty Python's Meaning of Life
- Monty Python's Life of Brian
- The Naked Gun-filmtrilogie
- Petulia
- Pink Flamingos
- Rabbits
- Raising Arizona
- Repo Man
- The Rutles: All You Need Is Cash
- South Park: Bigger, Longer & Uncut
- Sleeper
- Spaceballs
- Team America: World Police
- De tekenfilms van Tom & Jerry
- 200 Motels
- UHF
- De Woody Woodpecker-tekenfilms
- Yellow Submarine

## Radio- en televisieprogramma's
Een van de vroegste en invloedrijkste absurde radioprogramma's was The Goon Show, dat van 1951 tot 1960 op de BBC werd uitgezonden. Het programma betekende o.m. de doorbraak voor Spike Milligan, Peter Sellers en Harry Secombe. Milligan in het bijzonder zou later nog diverse soortgelijke absurde humorprogramma's maken voor televisie.
"The Goon Show" en Milligan waren een grote invloed op het baanbrekende televisieprogramma Monty Python's Flying Circus (1969-1974), dat van absurde humor haar handelsmerk maakte. De groep, met Graham Chapman, John Cleese, Terry Gilliam, Eric Idle, Terry Jones en Michael Palin als leden, maakte nadien nog diverse speelfilms gebaseerd op hun programma, die allemaal al even absurd waren: Monty Python and the Holy Grail, Life of Brian en The Meaning of Life. Monty Python op zich werd ook een van de invloedrijkste absurde humorprogramma's aller tijden. Vrijwel elke alternatieve sketchshow is door hen beïnvloed. In Nederland zijn de bekendste absurde komieken Wim T. Schippers, Ronald Snijders, Hans Teeuwen, Rembo & Rembo en de Stichting Absurd Nederland. In België staan vooral Urbanus, Luk Wyns, Wim Helsen, Hugo Matthysen en de Neveneffecten hierom bekend.

### Radioprogramma's met absurde humor
- Borát
- The Goon Show
- Het Leugenpaleis
- Mannen van de Radio
- Once Upon a Time in the News
- Radio Bergeijk
- Ronflonflon
- Studio Kafka

### Televisieprogramma's met absurde humor
- Bottom
- Buiten De Zone
- Duckman
- Familie Backeljau
- Family Guy
- The Fast Show
- Futurama
- Herenleed
- Jiskefet
- Johnnywood
- Kijk eens op de doos
- De Lachende Scheerkwast
- Lava
- The League of Gentlemen
- Little Britain
- The Mighty Boosh
- The Monkees
- Monkey Dust
- Monty Python's Flying Circus
- The Muppet Show
- Nefast voor de feestvreugde
- Neveneffecten
- Ondergang van de Onan
- Opzoek naar Yolanda
- Police Squad!
- Plafond over de vloer
- Het Peulengaleis
- Q...
- The Ren & Stimpy Show
- Robot Chicken
- Rundfunk
- Saturday Night Live
- South Park
- Spike
- Spitting Image
- De Vloek van Vlimovost
- Wat als?
- Willy's en Marjetten
- The Young Ones

## Muzikanten die van absurde humor gebruikmaken
- The Temperance Seven[1]
- The Bonzo Dog Doo-Dah Band
- Captain Beefheart
- Oingo Boingo
- The Residents
- Frank Zappa